# 奥焦诺
奥焦诺（義大利語：Oggiono），是意大利莱科省的一个市镇。总面积7.9平方公里，人口8773人，人口密度1110.5人/平方公里（2009年）。国家统计（ISTAT）代码为097057。

## 友好城市
- 德国莱斯尼希
- 匈牙利豪拉斯泰萊克